# Roelf Gerrit Rijkens (1862-1950)
Roelf Gerrit Rijkens (Noordlaren, 20 februari 1862 – Veendam 3 juni 1950) was een Nederlandse journalist, (hoofd)redacteur en burgemeester.

## Leven en werk
Rijkens werd in 1862 in Noordlaren (in de gemeente Haren) geboren als zoon van de predikant Albertus Gerrit Rijkens en Vrouke Koning. Hij werd genoemd naar zijn gelijknamige grootvader, de onderwijzer, schrijver en pedagoog Roelf Gerrit Rijkens. Na zijn gymnasiumopleiding in Assen koos hij voor een loopbaan in de journalistiek. Hij was achtereenvolgens redacteur bij de Opregte Haarlemsche Courant, hoofdredacteur van de Goessche Courant en redacteur bij De Eemlander. In Amersfoort was hij vanaf 1906 gemeenteraadslid en vanaf 1907 wethouder van onderwijszaken. In 1916 werd hij benoemd tot burgemeester van Veendam. In 1920 volgde zijn benoeming tot burgemeester van Velsen. Op 70-jarige leeftijd vroeg hij, vanwege zijn leeftijd, om ontslag, hetgeen hem per 15 april 1932 werd verleend.
Rijkens trouwde in 1901 in Haarlem met Aline Simonette Johanna van Sloten. Hij overleed in 1950 op 88-jarige leeftijd in Veendam. 
Als waardering voor zijn inspanning voor het behoud van het bosrijke deel van de gemeente Velsen werd in deze plaats het Burgemeester Rijkenspark naar hem genoemd. In Veendam is de Rijkensstraat naar hem genoemd.